# Boterkarnton

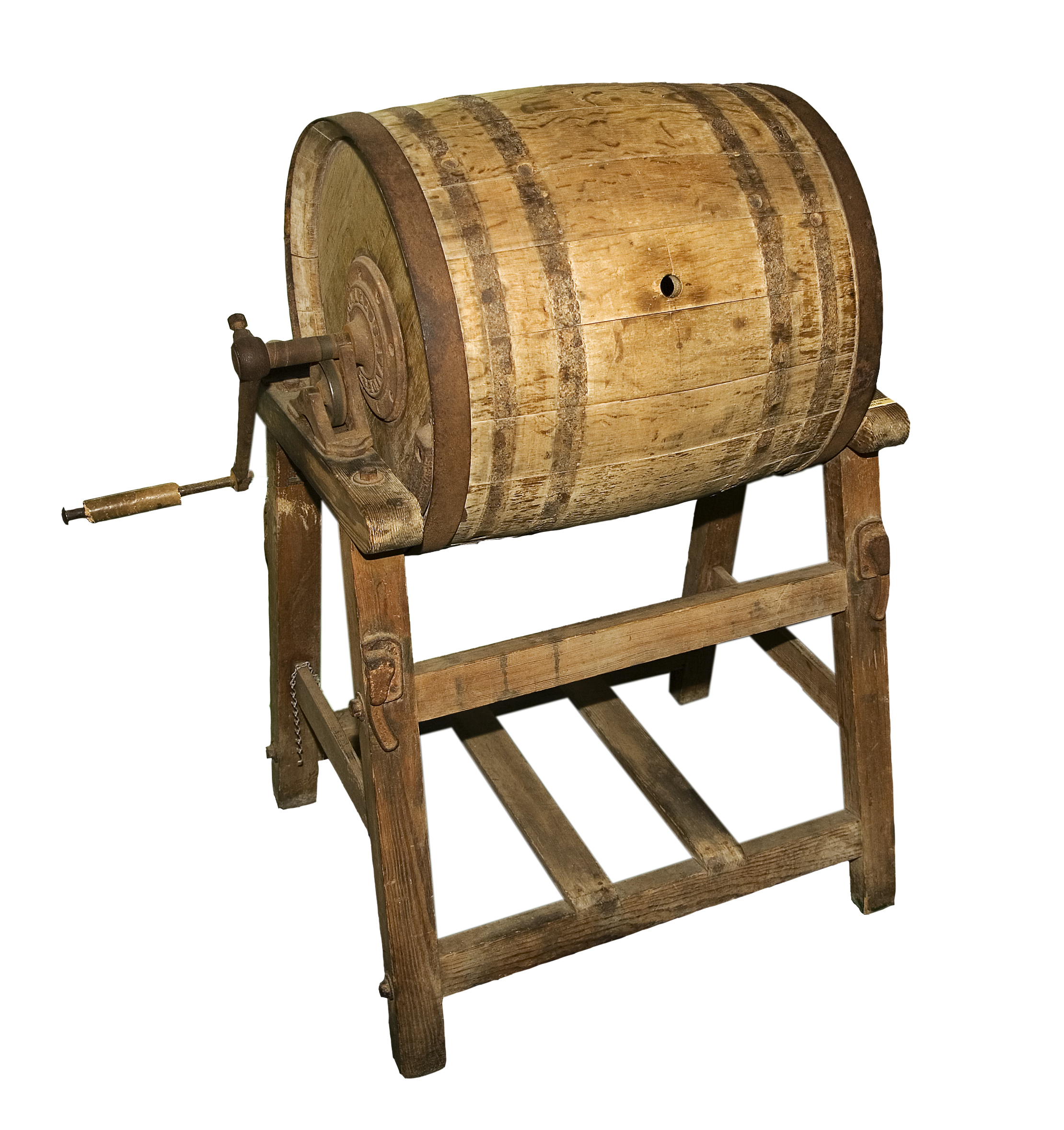
Houten handkarnton

Een boterkarnton is een machine die wordt gebruikt om room om te zetten in boter. Dit wordt gedaan door middel van een mechanisch proces, meestal via een paal geplaatst in het deksel van de molen, of via een slinger die gebruikt wordt om een draaiend deel in de molen te bewegen.

## Proces
De mechanische beweging tijdens het roeren van de room verstoort het melkvet en de vetmembranen worden afgebroken waardoor zich vetklonten vormen, gekend als boterkorrels. Deze boterkorrels zullen zich op hun beurt samenvoegen tot een compacte massa en boter vormen. De vloeistof die ontstaat, noemt men karnemelk. De boter wordt gescheiden van de karnemelk en overtollige vloeistof wordt er verder uitgeperst tot men een vaste botermassa overhoudt.

## Geschiedenis
Er zijn bewijzen dat er al boter gebruikt werd in het jaar 2000 voor Christus. De boterkarnton bestond al in de 6de eeuw na Christus . De boterkarnton werd in de Europese traditie vooral gebruikt door vrouwen en het karnen van boter was een essentiële verantwoordelijkheid samen met de andere huishoudelijke taken. In oudere tradities, zoals bij de nomaden, werd boter gemaakt door een zak van huiden te vullen met melk en daarna langdurig te schudden, hetzij handmatig, hetzij door de zakken op een lastdier te leggen en eenvoudig door de beweging van het dier te laten schudden. Theoretici geloven dat op deze manier het proces van het maken van boter toevallig werd ontdekt.

## Verschillende types
De oudste historische soorten karntonnen zijn de stootkarnen, waarbij een stamper in een houten ton met de hand op en neer bewogen wordt. Een veel voorkomende karnton was een rond vat dat met een hendel gedraaid werd. De verticale karnton, opgehangen aan een schommel werd uitgevonden door Alfred Clark. Door het schommelen wordt de melk naar boter omgezet.

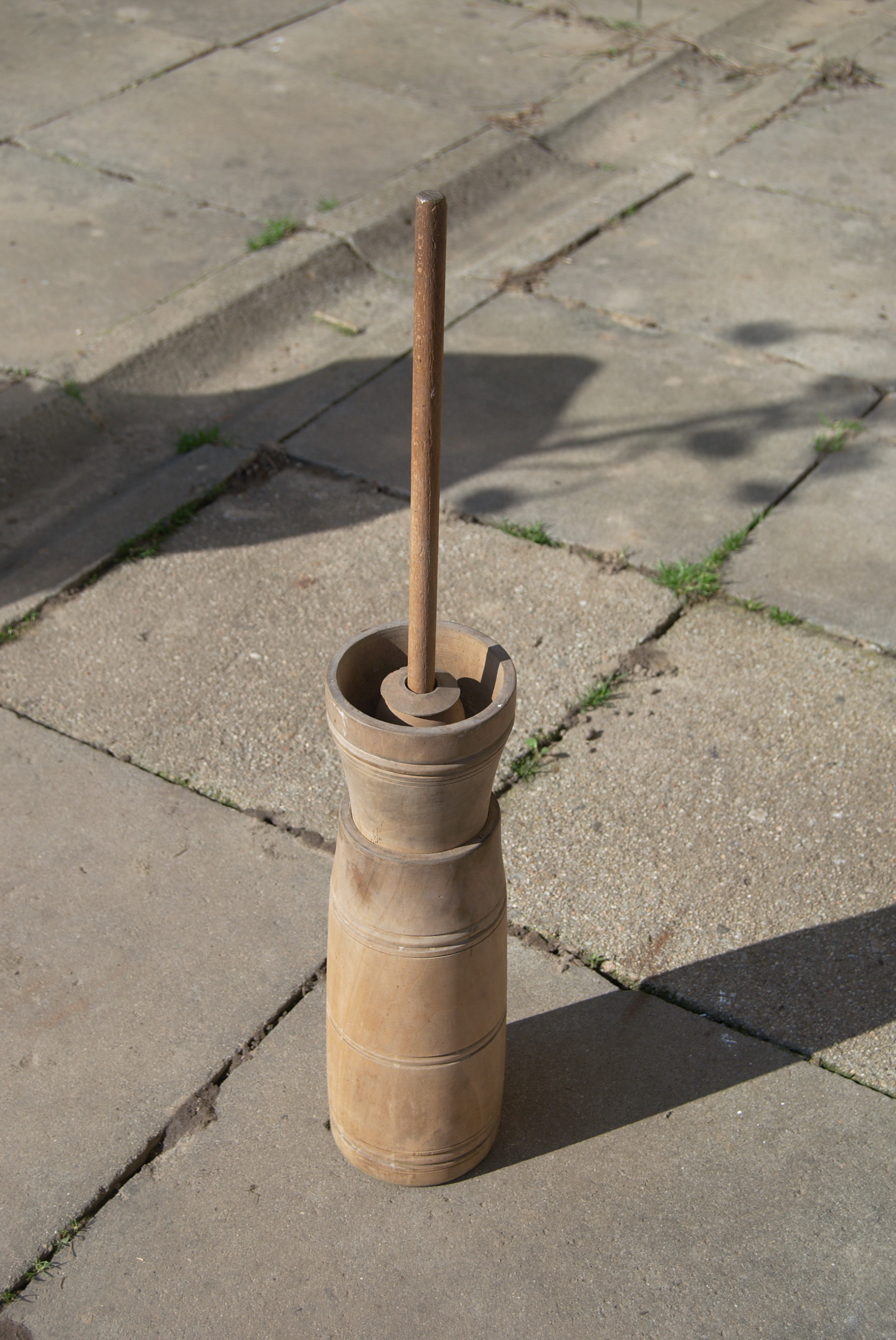
Oude stootkarn
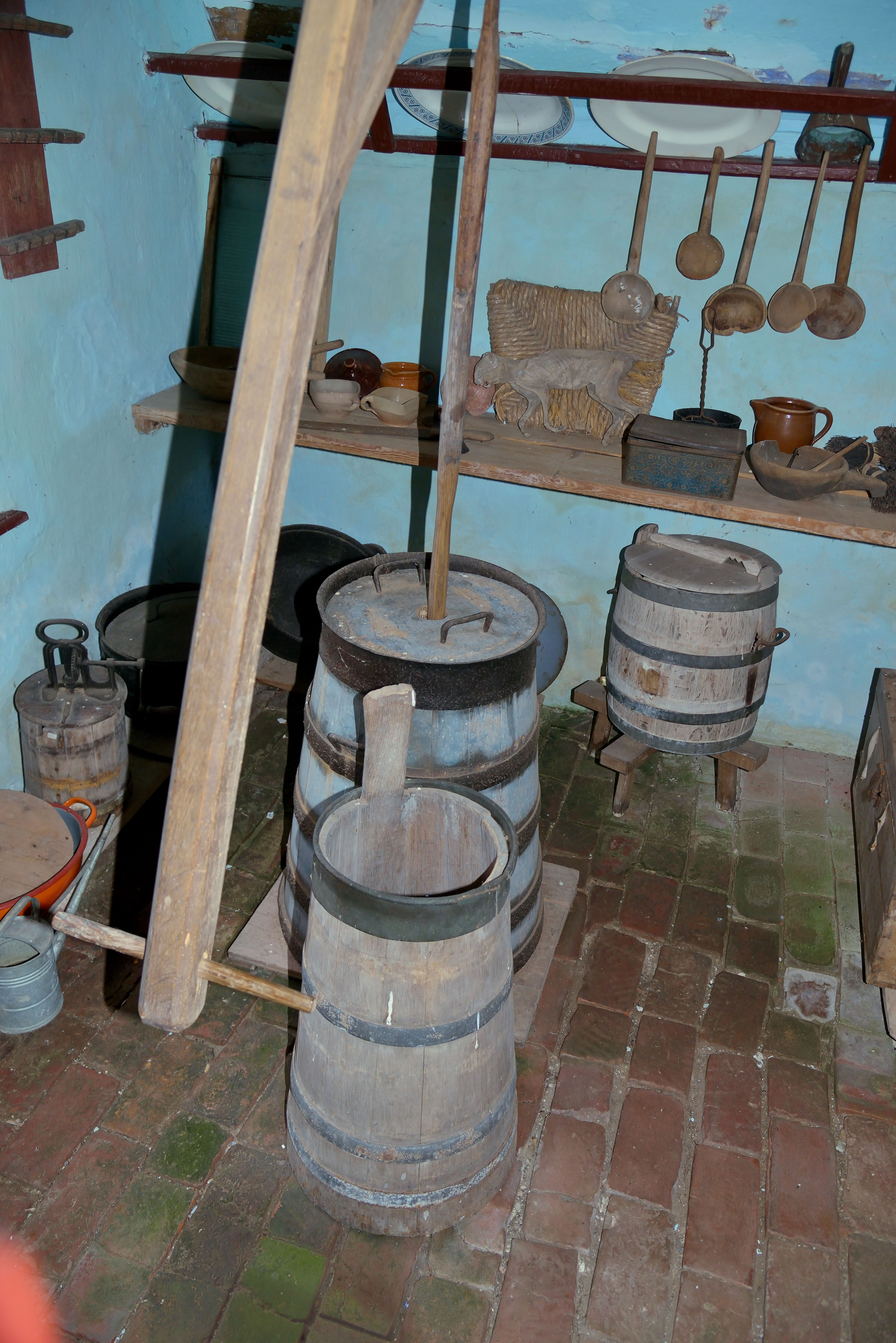
Karnton in openluchtmuseum Erve Kots
Doorsnede stootkarn
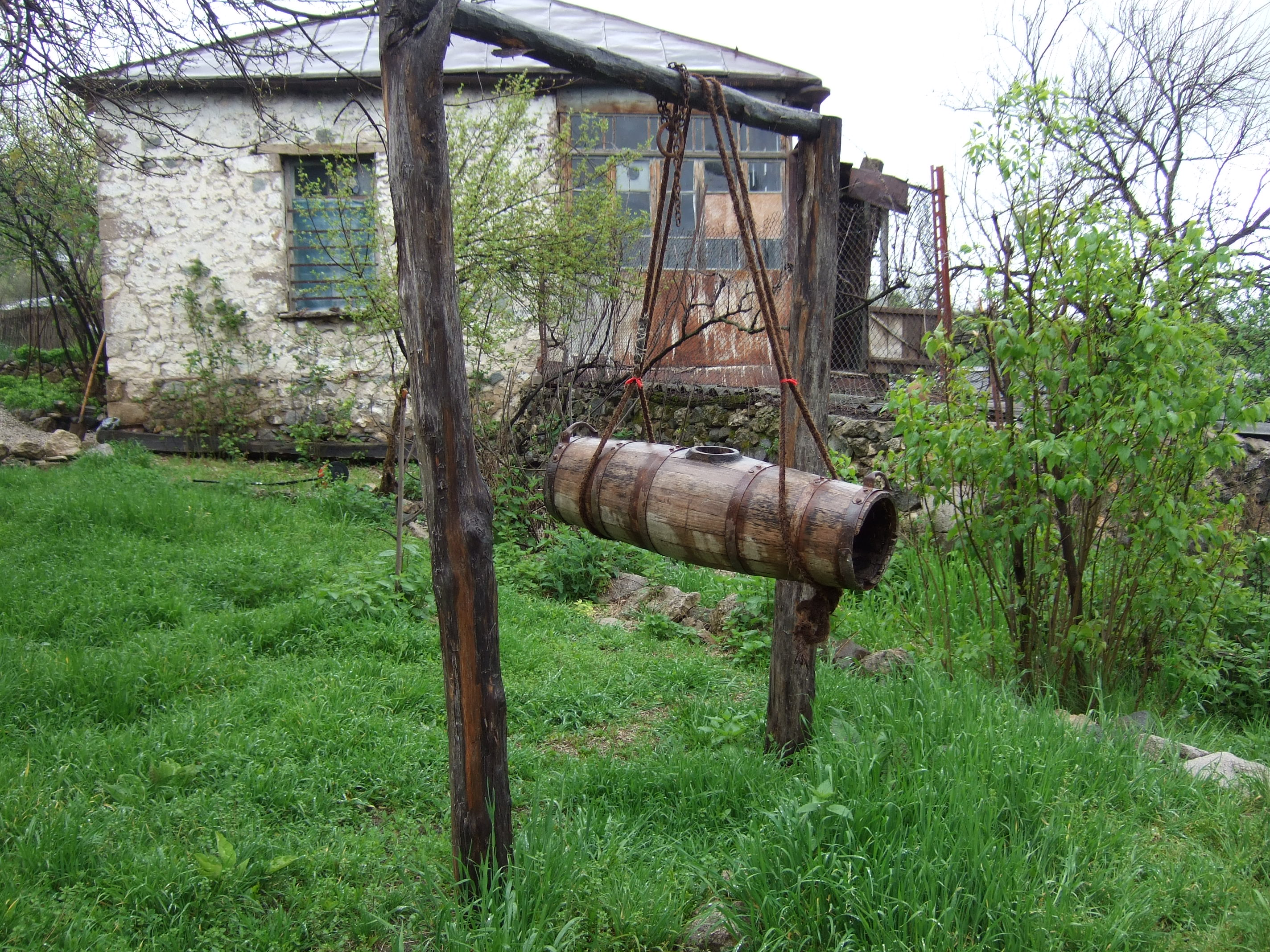
Verticale karnton
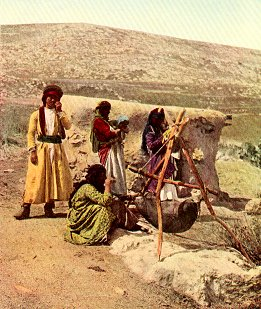
Traditionele boterfabricatie in Palestina
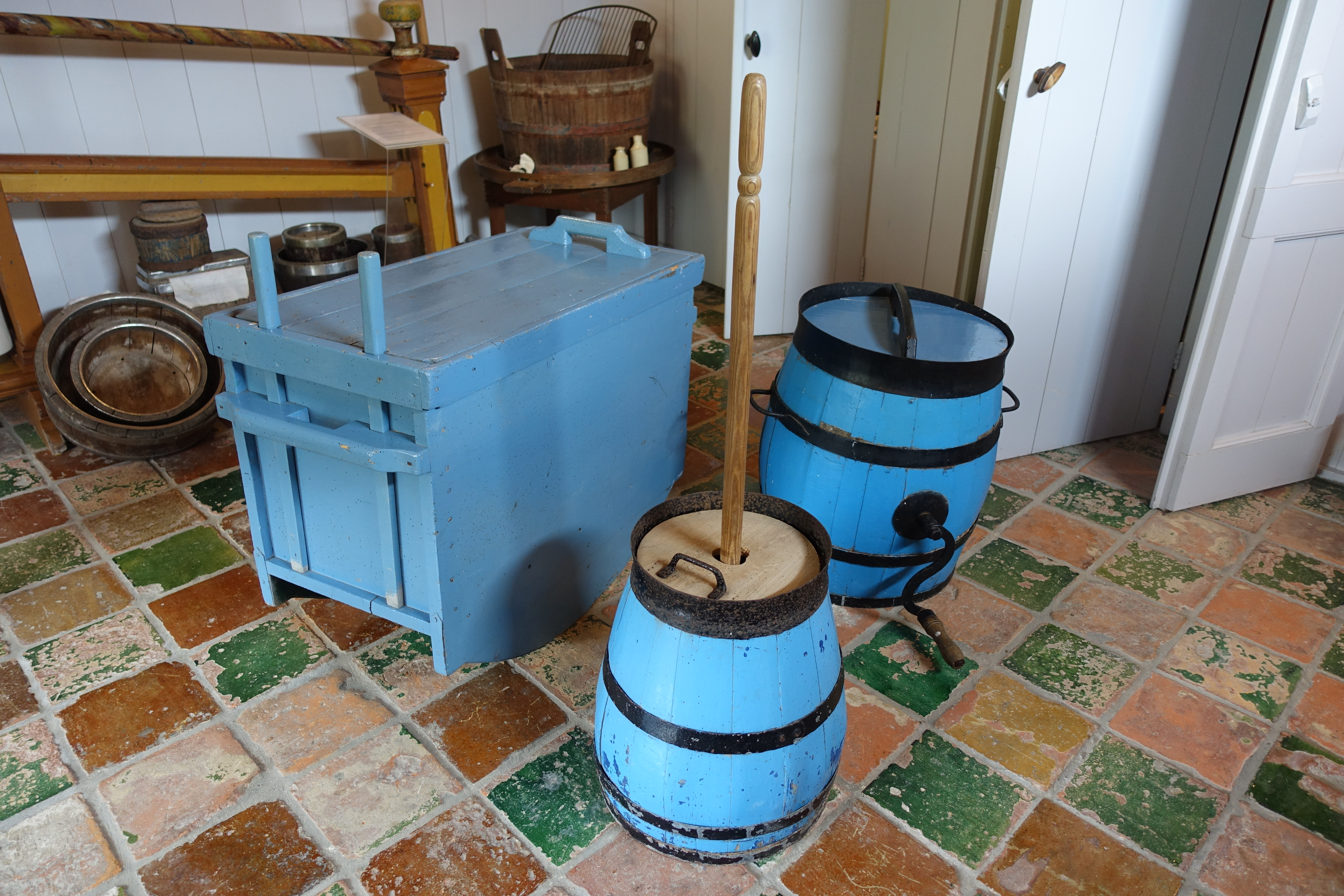
Drie verschillende Karntonnen in het Wieringer Eilandmuseum Jan Lont